# How About I Be Me (And You Be You)?
How About I Be Me (And You Be You)? è il nono album della cantautrice irlandese Sinéad O'Connor, prodotto da John Reynolds e distribuito dalla One LIttle Indian.
Il disco è uscito in Italia il 5 marzo 2012, preceduto dal singolo The Wolf is Getting Married.

## Tracce
1. 4th And Vine (O'Connor/Reynolds/Adams) – 3:58
2. Reason With Me (O'Connor/Smith) – 4:02
3. Old Lady (O'Connor/Pirroni/Constantinou) – 3:44
4. Take Off Your Shoes (O'Connor/Reynolds) – 5:28
5. Back Where You Belong (O'Connor) – 4:16
6. The Wolf Is Getting Married (O'Connor/Pirroni/Constantinou/O'Neill) – 4:23
7. Queen of Denmark (John Grant) – 4:37
8. Very Far From Home (O'Connor) – 3:55
9. I Had A Baby (O'Connor/Pirroni/Constantinou/O'Neill) – 4:11
10. V.I.P. (O'Connor) – 6:36

## Musicisti
- Sinéad O'Connor - voce
- Justin Adams - chitarra
- Kevin Armstrong - chitarra
- Kenny Bogan - chitarra acustica
- Chris Constantinou - basso
- Damien Dempsey - chitarra acustica
- Caroline Dale - violoncello
- Sam Dixon - basso
- Clare Kenny - basso
- Marco Pirroni - chitarra
- John Reynolds - batteria, pianoforte
- Tim Vanderkuil - chitarra
- Julian Wilson - tastiere